# Дзядко, Тимофей Викторович
Тимофе́й Ви́кторович Дзядко́ (род. 23 января 1985, Москва) — российский и израильский журналист, редактор «РБК», бывший редактор журнала «Forbes», соведущий программы «Дзядко3» на телеканале «Дождь», брат главреда телеканала «Дождь».

## Биография
Учился на лингвиста в РГГУ.
В 2007—2013 гг. заместитель редактора отдела «Технологии/Телекоммуникации» в газете «Ведомости» с 2007 года. Одновременно с мая 2010 по октябрь 2013 года вместе с родными братьями Филиппом и Тихоном вёл еженедельную публицистическую программу «Дзядко3» на телеканале «Дождь».
С ноября 2013 года — редактор отдела «ТЭК» медиахолдинга РБК.

## Семья
- Бабушка Зоя Крахмальникова (1929—2008) — духовная писательница (РПЦ, затем РПЦЗ, ИПЦ и, в конце жизни — Богородичный центр), публицист, правозащитник, участница советского диссидентского движения.
- Дед Феликс Светов (1927—2002) — русский советский писатель, диссидент.
- Прадед — Григорий (Цви) Фридлянд, видный советский историк-марксист и первый декан Исторического факультета МГУ.
- Отец — Дзядко Виктор Михайлович (1955—2020) — программист.
- Мать — журналист и правозащитник Зоя Светова.
- Брат Филипп Дзядко — российский журналист, главный редактор образовательного проекта «Арзамас».
- Брат Тихон Дзядко — российский журналист, главный редактор телеканала «Дождь».
- Сестра – Анна Дзядко.